# Dir (Pakistan)
Dir (24.776 ab.) è una città della provincia di Khyber Pakhtunkhwa, in Pakistan. È situata appena a nord del fiume omonimo, un affluente del Panjkora, ed è collegata tramite una strada a Malakand, 110 km a sud. Si dice che sia stata fondata dal Mullah Ilyās, un sant'uomo del XVII secolo. Attualmente ospita industrie manifatturiere dove vengono realizzati capi di abbigliamento e calzature. Vi è anche un impianto di lavorazione del legno.
La regione circostante, in passato stato principesco governato dalla famiglia Akhund Khel, è attraversata dal Panjkora e dai suoi affluenti. La parte superiore della valle del Panjkora fino alla sua confluenza con il fiume Dir è chiamata Kohistan del Panjkora. La valle del Dir è nota anche come Kashkar. La popolazione è confinata soprattutto lungo il Panjkora e nelle fertili vallate laterali, ove vengono coltivati alberi da frutta. Le foreste lungo i pendii di montagna offrono legname, la principale fonte di reddito. Il gruppo etnico predominante è quello dei pashtun yusufzay.